# リップシティ・リミックス
リップシティ・リミックス（Rip City Remix）は、NBAGリーグに加盟しているプロバスケットボールチーム。NBAのポートランド・トレイルブレイザーズと提携している。本拠地はアメリカ合衆国オレゴン州ノースポートランド。

## 歴史
2023年4月26日に、NBAのポートランド・トレイルブレイザーズがNBAGリーグに提携チームを創設することを発表。6月15日にはデトロイト・ピストンズでアシスタントコーチを務めていたジム・モランを最初のヘッドコーチとして招聘した。同月26日にロゴとチーム名が解禁された。